# Unadilla humeralis
Unadilla humeralis là một loài bướm đêm thuộc họ Pyralidae. Nó là loài đặc hữu của Kauai, Oahu, Molokai và Hawaii.
Ấu trùng ăn Ageratum conyzoides, Bidens, Dahlia và marigold. They feed in the flower heads of their host plant và also bore in the stems.